# Воронько, Александр Григорьевич
Александр Григорьевич Воронько (1917—1997) — полковник Советской Армии, участник Великой Отечественной войны, Герой Советского Союза (1945).

## Биография
Александр Воронько родился 5 (по новому стилю — 18) июля 1917 года в селе Соколово (ныне — Змиёвский район Харьковской области Украины). В 1933 году он окончил школу фабрично-заводского ученичества, после чего работал токарем на Харьковском паровозоремонтном заводе. В августе 1936 года Воронько был призван на службу в Рабоче-крестьянскую Красную Армию. В 1939 году он окончил Чугуевскую военную авиационную школу лётчиков, до августа 1942 года был в ней лётчиком-инструктором. В 1943 году Воронько окончил курсы штурманов авиационных полков при Военно-воздушной академии. С июня 1943 года — на фронтах Великой Отечественной войны.
Первоначально был заместителем командира, затем командиром эскадрильи 63-го гвардейского истребительного авиаполка 3-й гвардейской истребительной авиадивизии. Участвовал в боях на Брянском, 3-м Белорусском, 1-м Прибалтийском и 1-м Белорусском фронтах. Принимал участие в битве на Курской дуге, освобождении Белорусской ССР и Польши, штурме Берлина. За время своего участия в боевых действиях гвардии майор Александр Воронько совершил 158 боевых вылетов на истребителях «Ла-5» и «Ла-7», принял участие в 35 воздушных боях, в которых лично сбил 20 вражеских самолётов.
Указом Президиума Верховного Совета СССР от 23 февраля 1945 года за «мужество и героизм, проявленные в боях» гвардии майор Александр Воронько был удостоен высокого звания Героя Советского Союза с вручением ордена Ленина и медали «Золотая Звезда» за номером 7598.
После окончания войны Воронько продолжил службу в Советской Армии, командовал эскадрильей в Группе советских войск в Германии. С 1948 года он был помощником командира, затем командиром полка авиации ПВО. В 1952 году он окончил Липецкие высшие офицерские лётно-тактические курсы ВВС. Был командиром, затем заместителем командира авиаполка в Московском округе ПВО. В 1960 году в звании подполковника Воронько был уволен в запас, в 1975 году ему было присвоено звание полковника запаса. Проживал в Харькове. Скончался 9 февраля 1997 года, похоронен на кладбище № 2 Харькова.
Был также награждён тремя орденами Красного Знамени, орденом Александра Невского, двумя орденами Отечественной войны 1-й степени, двумя орденами Красной Звезды, а также рядом медалей.